# Kanonikatshaus (Friesach)

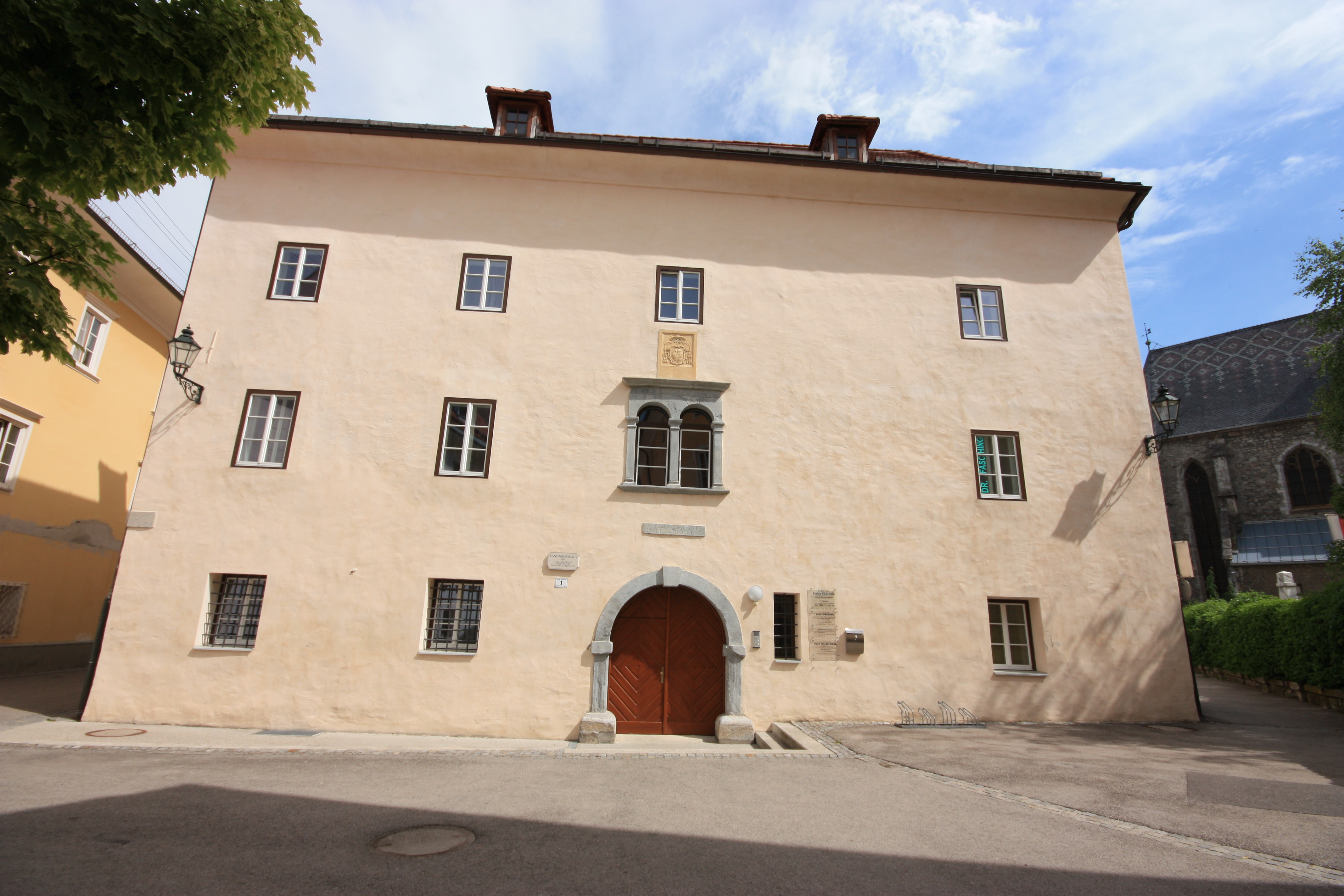
Kanonikatshaus

Das ehemalige Kanonikatshaus am Salzburger Platz Nr. 1 in Friesach in Kärnten war das Wohnhaus der Chorherren des Kollegiatstiftes St. Bartholomä.

## Beschreibung

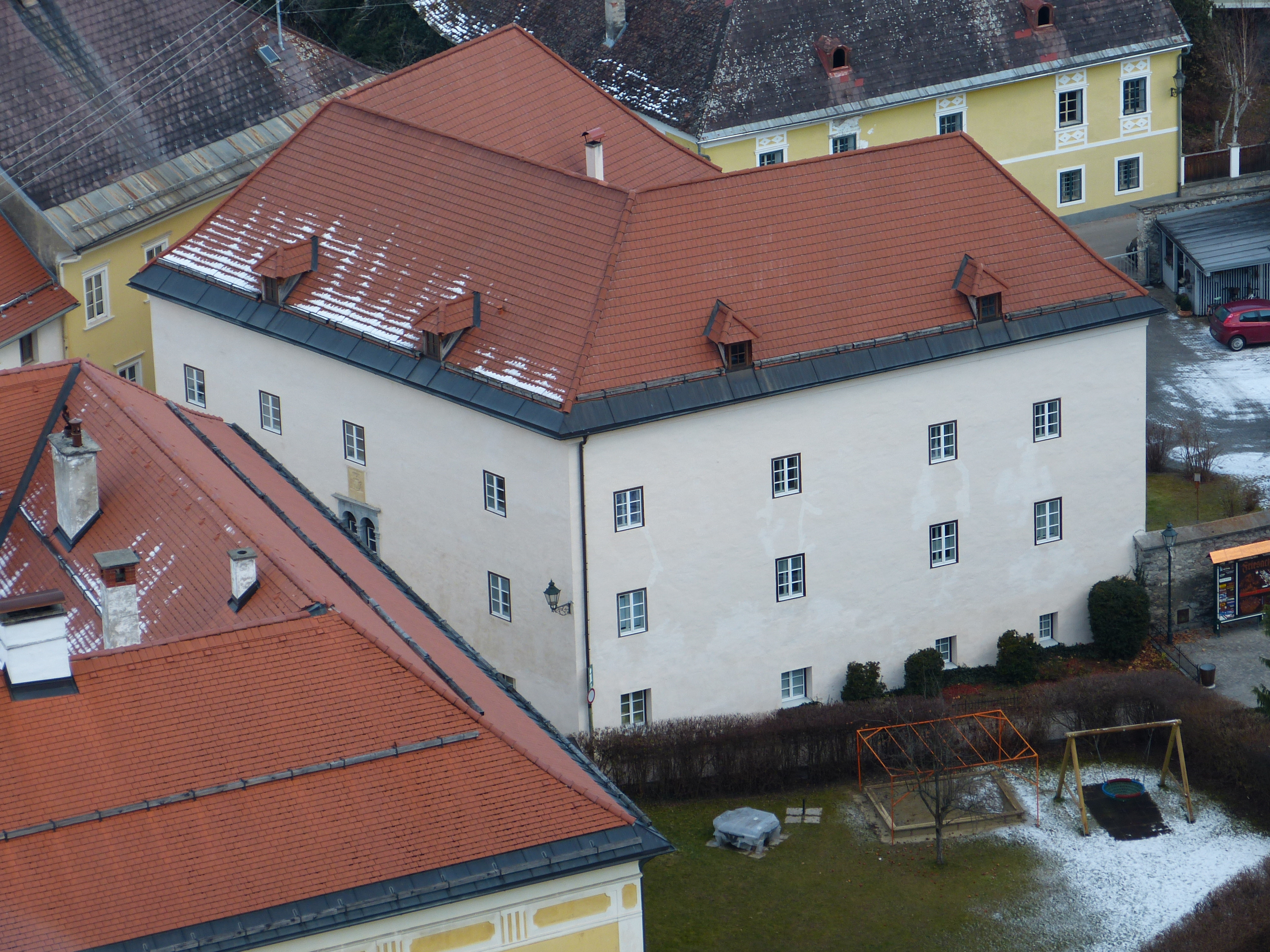
Kanonikatshaus, Ansicht vom Petersberg

Das Kanonikatshaus ist ein freistehender, dreiflügeliger Monumentalbau mit einem Arkadenhof.
Das Gebäude stammt im Kern vermutlich aus dem 13. Jahrhundert. Abbruchspuren am Ende der Seitenflügel lassen vermuten, dass der Arkadenhof des 16. Jahrhunderts ursprünglich eingeschoßig und geschlossen war. Die beiden Obergeschoßarkaden mit breiten Segmentbögen und toskanischen Säulen entstanden wohl im 17. Jahrhundert. Sie sind heute verglast. Der Südteil des Ostflügels wurde vor der Entstehung des Arkadenhofes angebaut. Das mittelalterliche Hoftor in der östlichen Gartenmauer entstand im 14. Jahrhundert.
Die Platzfassade an der Nordseite besitzt in der Mittelachse ein rundbogiges Einfahrtsportal mit barocken Türflügeln und Beschlägen aus dem dritten Viertel des 18. Jahrhunderts. Über dem Portal befindet sich eine Inschrift von 1674, darüber ein Biforienfenster, über diesem das Wappen des Salzburger Erzbischofs Max Gandolf von Kuenburg. Die Durchfahrtshalle wurde im 16. Jahrhundert mit einer Stichkappentonne mit Dreiachtel-Kreuzgratschluss, geputzten Graten und einer kleinen Wappenkartusche im Scheitel versehen.